# 麥兜故事
《麥兜故事》（英語：My Life as McDull）是一部於2001年上映的香港動畫電影，由袁建滔擔任執導，以及由李晉緯、林海峰、吳君如、黃秋生擔任聲音演出。
本電影是把於1997至98年製作的電視動畫《麥嘜春田花花幼稚園》節錄部份內容再加上有關香港申辦2006年亞洲運動會惡攪爭取加入長洲搶包山、擲蛋撻成為比賽項目而成。

## 內容提要
麥兜是香港九龍大角咀的小豬，故事涵蓋其出生、上幼稚園、渴望出國旅行、學懂一門運動、歡渡聖誕、爭取傳統復興等等，盡數反映典型香港人成長的寫照。麥兜雖資質平平，無法成為媽媽寄望中的大人物，但其單純樂觀，有很多夢想。媽媽的寄望雖然一次又一次落空，但麥兜憑著正直善良的性格，卻依然能有他美麗的世界。

## 《麥兜故事》在香港
《麥兜故事》的場景如密佈的窄高樓、貼滿廣告的牆壁，十分香港本土化。而資質平平的麥兜所面臨的人生挑戰，呼應香港人所需面對現實經濟環境的困局，《麥兜故事》因而贏得香港人的認同，也成了為成人而創作的童話。《麥兜故事》畫風清新逗趣，對白雖不乏幽默機智令人會心一笑，但流露著濃稠的憂鬱，卻呈現著相信柳暗花明，終將又一村。這些元素使得《麥兜故事》跳脫了地域性，而也能激起其他地區觀眾的認同與喜愛。

## 獎項
| 頒獎典禮                     | 獎項                   | 結果 |
| ---------------------------- | ---------------------- | ---- |
| 2003年法國安錫國際動畫影展   | 最佳電影獎             | 獲獎 |
| 2003年蒙特利爾國際兒童電影節 | 最佳長片大獎           | 獲獎 |
| 漢城國際動畫節2003           | 最佳動畫長片大獎       | 獲獎 |
| 第廿六屆香港國際電影節       | 國際影評人聯盟獎       | 獲獎 |
| 第三十九屆台灣金馬獎         | 最佳動畫片             | 獲獎 |
| 第二十一屆香港電影金像獎     | 最佳原創音樂（何崇志） | 獲獎 |
| 第七屆香港金紫荊獎           | 全年十大華語片         | 獲獎 |

## 轶事
- 片中有一首《春田花花幼稚園校歌》的粵語歌。這歌最特別的是字幕片，用了粵語的同音同調字來寫。在香港，教會及其開辦的學校會用粵音唱中文聖詩，但是唱1982年香港基督徒音樂事工協會未落成前的中文聖詩的時候會出現變音。《春田花花幼稚園校歌》就用了變音歌詞來玩。
- 在電影拍攝時，長洲搶包山仍未獲批准恢復舉辦，但其中虛構的復辦安排，卻真實在2005年復辦的搶包山比賽中呈現。

## 相關商品

### 電影原聲帶
電影原聲帶大多沿用古典樂曲及經典民歌改詞或是重新編曲。
- 發行時間：2001年12月
- 發行公司：鐳射影音
- 曲目：

1. 就係麥太臨盆嘅時候……
2. 麥兜與雞（主題曲） （原曲為音樂瞬間第3節，由法蘭茲·舒伯特作曲）
3. 春田花花幼稚園校歌（該曲為原創）
4. All Things Bright and Beautiful（原曲為英國聖詩，由The Pancakes翻唱、何崇志編曲，沿用原曲旋律、英文及粵語歌詞）
5. 一二三四五六七多勞多得（原曲為郵遞馬車，由赫曼·尼克作曲，歌名原為1999年胃仙U廣告口號）
6. Mozart Piano Sonata K.331 Andante Grazioso
7. 特别報導I（香港嘅運動員絕對唔係臘鴨）
8. 大包整多兩籠大包（原曲為童年即景第一章陌生的國家和人民，由羅伯特·舒曼作曲）
9. 火雞濃烈的滋味
10. 噢！聖誕樹（原曲為聖誕樹，屬德國民歌）
11. 特别報導II（香港一蛋撻）
12. 黎根之歌（原曲為童年即景第七章夢幻曲，由羅伯特·舒曼作曲）
13. （Bonus Track） 仲有最靚嘅豬腩肉 － 以莫札特的第11號鋼琴奏鳴曲第3樂章為主調，也稱《土耳其進行曲》[2]
14. （Bonus Track） 快餐常餐特餐

## 外部連結
- YouTube上的《麥兜故事》 My Life as Mcdull
- 麥嘜麥兜專利授權商官方網
- Yahoo奇摩電影上《麥兜故事》的資料（繁體中文）
- 開眼電影網上《麥兜故事》的資料（繁體中文）
- 香港影庫上《麥兜故事》的資料（繁體中文）
- 时光网上《麥兜故事》的資料（简体中文）
- 豆瓣电影上《麥兜故事》的資料 （简体中文）
- 爛番茄上《麥兜故事》的資料（英文）
- AllMovie上《麥兜故事》的资料（英文）
- 互联网电影数据库（IMDb）上《麥兜故事》的资料（英文）